# Günther Venediger
Günther Karl August Venediger (* 2. März 1908 in Berlin-Spandau; † 4. April 1983 in Düsseldorf) war ein deutscher Jurist im Rang eines Oberregierungsrates, SS-Obersturmbannführer und Gestapomitarbeiter.

## Leben
Venediger absolvierte ein Studium der Rechtswissenschaft und schloss 1936 das zweite juristische Staatsexamen mit der Note „Gut“ ab. Mit der Dissertation Die Eigentümergrunddienstbarkeit wurde er 1935/36 an der Universität Erlangen zum Dr. jur. promoviert.
Nach der Machtübergabe an die Nationalsozialisten trat er 1933 der NSDAP (Mitgliedsnummer 2.586.952) und SA bei. Von der SA wechselte er 1936 zur SS (SS-Nr. 290.567).
Nach dem Studium bewarb er sich erfolglos beim Reichsministerium des Inneren, erhielt dort jedoch den Hinweis, dass es bei der Geheimen Staatspolizei Personalbedarf geben würde. Venediger trat schließlich 1936 als Regierungsassessor in den Polizeidienst ein und war im Geheimen Staatspolizeiamt und danach bei dem Berliner Polizeipräsidenten eingesetzt. Nach dem Münchner Abkommen wurde Venediger im Oktober 1938 im Sudetenland stellvertretender Leiter der Staatspolizeileitstelle Reichenberg. Ab Dezember 1939 vertrat Venediger den Leiter der Staatspolizeistelle in Graudenz. Ab dem 15. August 1941 leitete Venediger die Staatspolizeileitstelle Danzig. Im November 1943 stieg Venediger zum SS-Obersturmbannführer auf und wurde auch zum Oberregierungsrat befördert. Ab 1944 war Venediger zusätzlich Kommandeur der Sicherheitspolizei und des SD in Danzig. Venediger war in Danzig für mindestens 211 Einweisungen in das KZ Stutthof verantwortlich und in Morde, wie Geiselerschießungen, verwickelt. Auf sein Betreiben wurden unter anderem drei Polen gehängt, die mit einer deutschen Frau angeblich Sexualverkehr hatten. Am 26. März 1945 setzte sich Venediger aus Danzig ab und verbarg sich für eine Woche nahe dieser Stadt auf einem Gehöft. Anschließend gelangte er über die Halbinsel Hela nach Swinemünde und von dort nach Schwerin, wo er sich kurzzeitig in der Ausweichstelle des Reichsstatthalters Danzig-Westpreußen aufhielt. Danach erreichte er das Ausweichquartier der Gestapo in Flensburg. Dort begegnete er Reichsführer SS Heinrich Himmler und wurde noch zum SS-Standartenführer ernannt. Anfang Mai 1945 nahm er den Falschnamen Paul Schaller an und setzte sich aus Flensburg ab.
Nach Kriegsende nannte er sich August Nieder und war bis Anfang Juli 1952 als Knecht auch einem landwirtschaftlichen Gut bei Goslar und danach als Jugendgruppenleiter auf Schloss Kaltenstein tätig, auch nachdem seine Identität dem Träger, Christliches Jugenddorfwerk Deutschlands, bekannt geworden war. Im Oktober 1952 wurde Venediger identifiziert und verhaftet. Wieder in Freiheit war er als kaufmännischer Angestellter in Düsseldorf tätig.
Fünfmal wurde ein Verfahren wegen Beihilfe zum Mord gegen Venediger eröffnet und jeweils eingestellt. Hintergrund waren durch ihn betriebene Exekutionen von Häftlingen ohne Gerichtsurteil, die durch das Reichssicherheitshauptamt (RSHA) angeordnet worden waren. Ein Hauptverfahren gegen ihn wurde jedoch nicht eröffnet, da er die Rechtswidrigkeit dieser durch das RSHA angeordneten Hinrichtungen nicht habe erkennen können. In einem weiteren Verfahren wurde er im Dezember 1953 wegen Beihilfe zum vierfachen Mord vor dem Schwurgericht Heilbronn aufgrund der im März 1944 erfolgten Erschießung von vier aus dem Stalag Luft III ausgebrochenen britischen Fliegeroffizieren angeklagt (Fall Sagan). Er ließ auf Weisung des RSHA und Heinrich Himmlers die wieder ergriffenen britischen Fliegeroffiziere aus dem Kriegsgefangenenlager Marienburg durch ihn unterstehende Beamte abholen und bei Groß Trampken im Zuge eines angeblichen Fluchtversuchs erschießen. Venediger, der sich auf Befehlsnotstand berief und bei dem angeblich nicht das Erkennen der Rechtswidrigkeit des Mordbefehls nachzuweisen war, wurde am 3. September 1954 freigesprochen. Die Staatsanwaltschaft ging in Revision, da nach ihrem Dafürhalten Venediger die Rechtswidrigkeit dieses Befehls schon aufgrund der Zuständigkeit der Wehrmachtsjustiz hätte erkennen müssen und auch der angebliche Befehlsnotstand fragwürdig sei. Die Staatsanwaltschaft hatte eine fünfjährige Haftstrafe gefordert. Der Bundesgerichtshof (BGH) verwies aus diesen Gründen den Fall zurück an das Gericht in Heilbronn, wo der Fall wieder verhandelt und Venediger erneut im November 1955 freigesprochen wurde. Nachdem die Staatsanwaltschaft nochmals in Revision gegangen war, wurde der Fall vor dem Landgericht Stuttgart neu aufgerollt. Durch das Landgericht Stuttgart wurde er am 30. März 1957 wegen Beihilfe zum Totschlag zu zwei Jahren Haft verurteilt, da ihm die Rechtswidrigkeit des Befehls hätte klar sein müssen und er dem Befehl wohl nicht widerwillig gefolgt sei.
Venediger war seit Mai 1942 mit Gertrud von Billerbeck verheiratet, die Ehe wurde Ende September 1967 geschieden. Das Paar hatte zwei Kinder: Ingrid (* 1944) und Doris (* 1945).